# 霧島ヶ丘公園

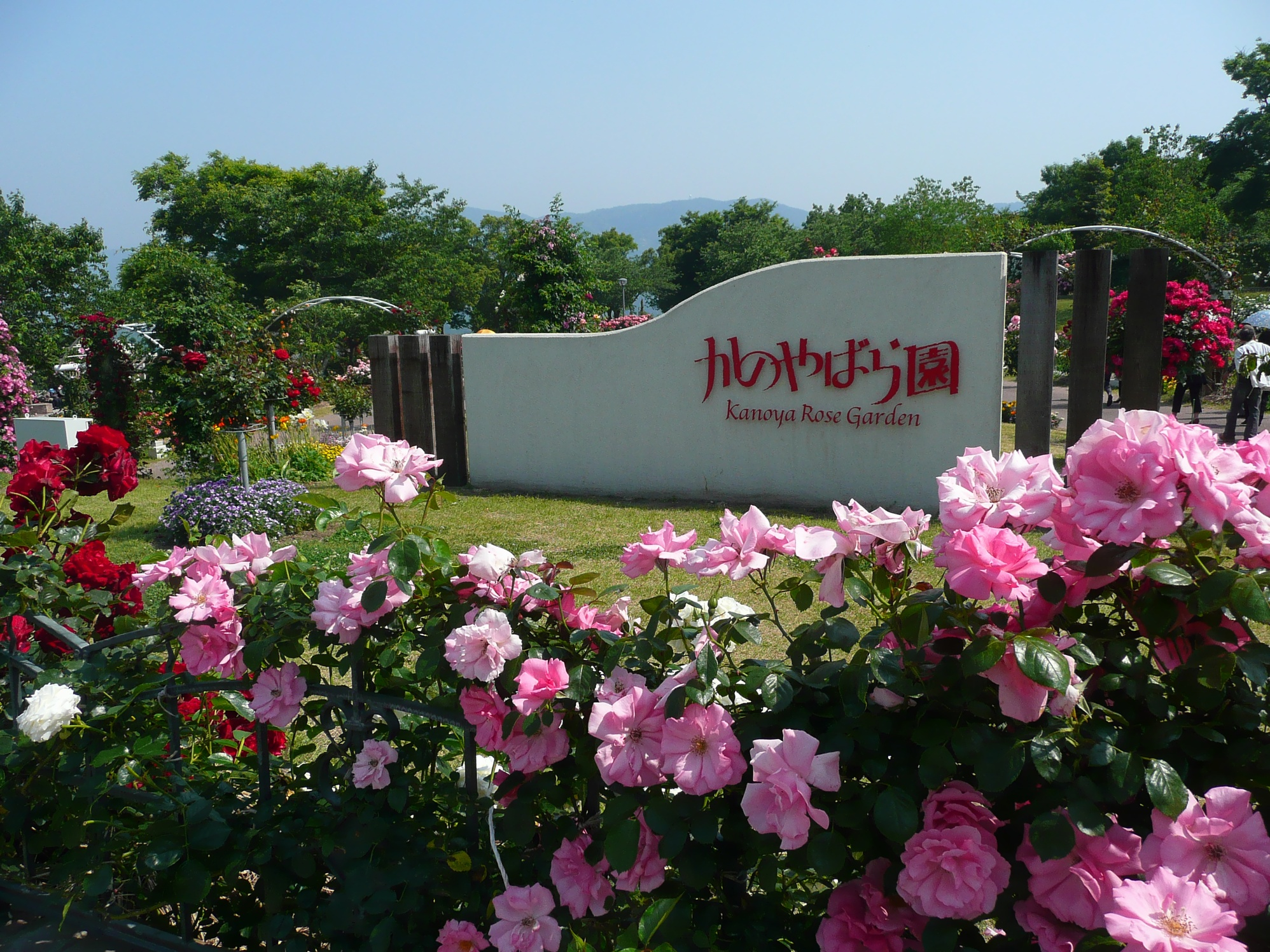
霧島ヶ丘公園内にあるかのやばら園

霧島ヶ丘公園（きりしまがおかこうえん）は、鹿児島県鹿屋市の霧島ヶ丘（標高173.7m）一帯に位置する公園である。

## 概要
日本で最も面積の広いバラ園・かのやばら園や、360°の眺望が楽しめる展望台、柴田亜衣のモニュメント、キャンプ場、ゴーカート、茶室等により構成され、同市を代表する観光施設の一つとなっている。

## 施設

### 有料施設
- かのやばら園
- ゴーカート
- 双眼鏡
- 電動カー
- キャンプ場

### 無料施設
- 展望台
- ピクニック広場
- 多目的広場
- 噴水広場
- 自由広場
- 子供広場
- ペナンガーデン
- フライングディスクゴルフコース
- オリンピックロード
- 柴田亜衣の手形およびモニュメント